# Сандро Інголіч
Сандро Інголіч (нім. Sandro Ingolitsch; нар. 18 квітня 1997, Шварцах-ім-Понгау) — австрійський футболіст, захисник клубу «Альтах». 
Виступав, зокрема, за клуби «Ліферінг» та «Санкт-Пельтен», а також молодіжну збірну Австрії.

## Клубна кар'єра
Сандро Інголіч дебютував у дорослому футболі 2015 року виступами у складі команди «Ліферінг», в якій грав до 2017 року, взявши участь у 39 матчах чемпіонату.
У 2017 році футболіст перейшов до складу клубу «Санкт-Пельтен». У складі команди із Санкт-Пельтена Інголіч грав до 2020 року, та переважну більшість часу в складі команди був основним гравцем захисту, зігравши у її складі 73 матчі чемпіонату.
До складу клубу «Штурм» (Грац) приєднався 2020 року.
14 серпня 2023 року підписав контракт на рік з клубом «Альтах».

## Виступи за збірні
У 2013 році Сандро Інголіч дебютував у складі юнацької збірної Австрії (U-17), загалом на юнацькому рівні взяв участь у 12 іграх. Протягом 2018—2019 років Інголіч залучався до складу молодіжної збірної Австрії, на молодіжному рівні зіграв у 15 матчах.